# Gebangan (Pagerruyung)
Gebangan is een bestuurslaag in het regentschap Kendal van de provincie Midden-Java, Indonesië. Gebangan telt 1876 inwoners (volkstelling 2010).